# Palpomyia crassifemur
Palpomyia crassifemur är en tvåvingeart som beskrevs av Jean-Jacques Kieffer 1918. Palpomyia crassifemur ingår i släktet Palpomyia och familjen svidknott.
Artens utbredningsområde är Sri Lanka. Inga underarter finns listade i Catalogue of Life.